# Sloanea grandezii
Sloanea grandezii är en tvåhjärtbladig växtart som beskrevs av Vásquez. Sloanea grandezii ingår i släktet Sloanea och familjen Elaeocarpaceae. Inga underarter finns listade i Catalogue of Life.